# Abbaye de Chalivoy
L’abbaye de Chalivoy ou de Chalivois est une ancienne abbaye cistercienne située dans le Cher, à Herry.

## Histoire

### Fondation
« L'an mil cent trente-quatre ou trois,

Régnant Louis, duc d'Aquitaine,

Prince souverain, roi des François,

Et Innocent, en cour romaine ;

L'illustre seigneur Hugues d'Aveine,

Baron de Saint-Vérin des bois,

Terre en fief, cesns et domaine,

Des plus nobles du pays Auxerrois,

Alla en l'abbaye Pontinienne

Située entre Auxerre et Troyes,

D'où dix religieux il emmena,

En ces déserts et dedans ces bois,

Pour chacun jour de la semaine,

Servir à Dieu le grand roi des rois,

Dans ces roches, près de Mienne.

Le premier abbé fut Godefroy,

Sorti de la maison ancienne

Des comtes et marquis de Puisaye,

Qui pour la gloire souveraine,

Quitta ce monde sans nul effroy,

Persévérant ici sans peine,

D'un ferme cœur et de vive foy. »
L'abbaye de Chalivoy est fondée en 1133 ou 1138 par des religieux venus de l'abbaye de Bourras, dans le Nivernais.
Le poème n'est pas à prendre au pied de la lettre : les religieux que le père Viole fait venir « de Pontigny » étaient plus probablement des cisterciens de Bourras, toutes les chroniques cisterciennes postérieures plaçant Chalivoy dans la filiation de cette dernière abbaye.
Il semble que l'abbaye ait été enrichie dès ses débuts par la donation d'un ermite nommé Julien : lui et ses religieux auraient donné tous leurs biens à l'abbaye naissante, en échange de leur incorporation à l'ordre de Cîteaux et à l'abbaye. Cela permit aux religieux d'élever une grande et belle église, particulièrement vantée,.
En 1295, sous l'abbatiat de Guillaume II, Philippe roi de France prend l'abbaye sous sa protection.

### Destructions durant les guerres de Religion
Durant les guerres de Religion, l'abbaye est détruite une première fois en 1544, puis entièrement brûlée en 1562 par Wolfgang de Bavière, duc des Deux-Ponts, qui avait déjà précédemment détruit l'abbaye-mère de Bourras.

## Architecture et description
Durant les siècles suivants, quelques éléments sont peu à peu reconstruits. Notamment, l'église Saint-Loup, datant du  XIIIe siècle est presque entièrement refaite jusqu'en 1777 C'est un édifice à chevet carré dont le chœur et deux chapelles datent du XVe ou XVIe siècle. Devant l'église s'élève une tour carrée qui formait un porche avec des baies ouvertes sur trois faces. Au nord du chœur la cure est constituée de bâtiments du XVIIe siècle conservés de l'ancien prieuré. Le chœur et le transept sont inscrits à l’inventaire supplémentaire des Monuments Historiques par arrêté du 2 mars 1926.

## Filiation et dépendances
Chalivoy est fille de l'abbaye de Bourras. Elle possède :
- la métairie d'Ondrée à Baugy
- et divers biens à Etréchy, Marcilly, Écueillé, Néranges, Bué, Veaugues, Vimon, Sancerre et Sury-en-Vaux[8].

## Liste des abbés
- Aux débuts du XIIe siècle, le premier abbé serait un certain Godeffroy ; puis[5]
- Richard en 1145
- Mansel en 1153
- Guillaume I° en 1156
- Ulric I° en 1170
- Geoffroy en 1176
- R... en 1178
- Elie I° en 1180
- Ulrich II en 1188
- Bernard en 1198
- Armand I° de 1220 à 1232
- S... 1234
- Etienne I° en 1255
- Laurent I° en 1267
- Armand II en 1270
- Guillaume II en 1279
- Jean I° en 1302
- Etienne II en 1322
- Henri en 1223
- Etienne Quinault en 1437
- Jean Jaillet de 1440 à 1464
- Bertrand Gallois de 1467 à 1503
- Toussaint Gillet, démis de ses fonctions en 1549
- Guillaume Bouchette lui succède la même année
- Jean de Morvilliers de 1563 à 1575, évêque d'Orléans
- Guillaume Foucault de 1581 à 1611, aumônier du Roi
- Palmède de la Fonderie
- Eustache Picot
- N. Girard
- Antoine Furetière, abbé de 1662 à 1688[9].
- Louis Hervé de Goazanvot de 1710 à 1730.
- François Christophe Terrisse de 1730 à 1739 (démission).
- Jean-Baptiste Joseph de Fontanges abbé de 1739 à 1748 (démission).
- Denis Baudron, vicaire général du Mans, abbé de 1748 à 1764.
- Antoine Marie Mallet secrétaire ordinaire du cardinal de Luynes, chanoine de Sens 1763-, chapelain de la dauphine (Marie Josephe de Saxe) puis de Madame (comtesse de Provence), abbé de Chalivoy de 1764 à la Révolution.